# David Balaguer
David Balaguer Romeu, más conocido como David Balaguer, (Barcelona, 17 de agosto de 1991) es un jugador de balonmano español que juega de extremo derecho en el Paris Saint-Germain y en la selección de balonmano de España. Empezó como jugador en el Safa Horta, y a continuación fichó por el FC Barcelona, donde tras cuatro años de aprendizaje se marchó a Cuenca para jugar en el Liberbank Ciudad Encantada. Después de realizar una gran temporada allí, ficha por el HBC Nantes francés.
Fue convocado por primera vez con la selección para disputar el Campeonato Mundial de Balonmano Masculino de 2017, debido a su buen papel en el HBC Nantes.
Con la selección logró la medalla de oro en el Campeonato Europeo de Balonmano Masculino de 2018.

## Clubes
- F. C. Barcelona Intersport (2011 - 2014)
- Liberbank Ciudad Encantada (2014 - 2015)[7]
- HBC Nantes (2015 - 2022)[8]
- Paris Saint-Germain (2022 - Act.)[9]

## Palmarés

### HBC Nantes
- Supercopa de Francia (1): 2017
- Copa de Francia (1): 2017
- Copa de la Liga de balonmano (1): 2022

### PSG
- Liga de Francia de balonmano (2): 2023, 2024
- Supercopa de Francia (1): 2023

### Selección nacional
- Medalla de oro en el Campeonato Europeo de Balonmano Masculino de 2018

### Consideraciones individuales
- Mejor Extremo Derecho de la Liga de Campeones (1): 2018
- Mejor Extremo Derecho de la Liga de Francia (2): 2017 y 2018